# حديقة حيوان لندن

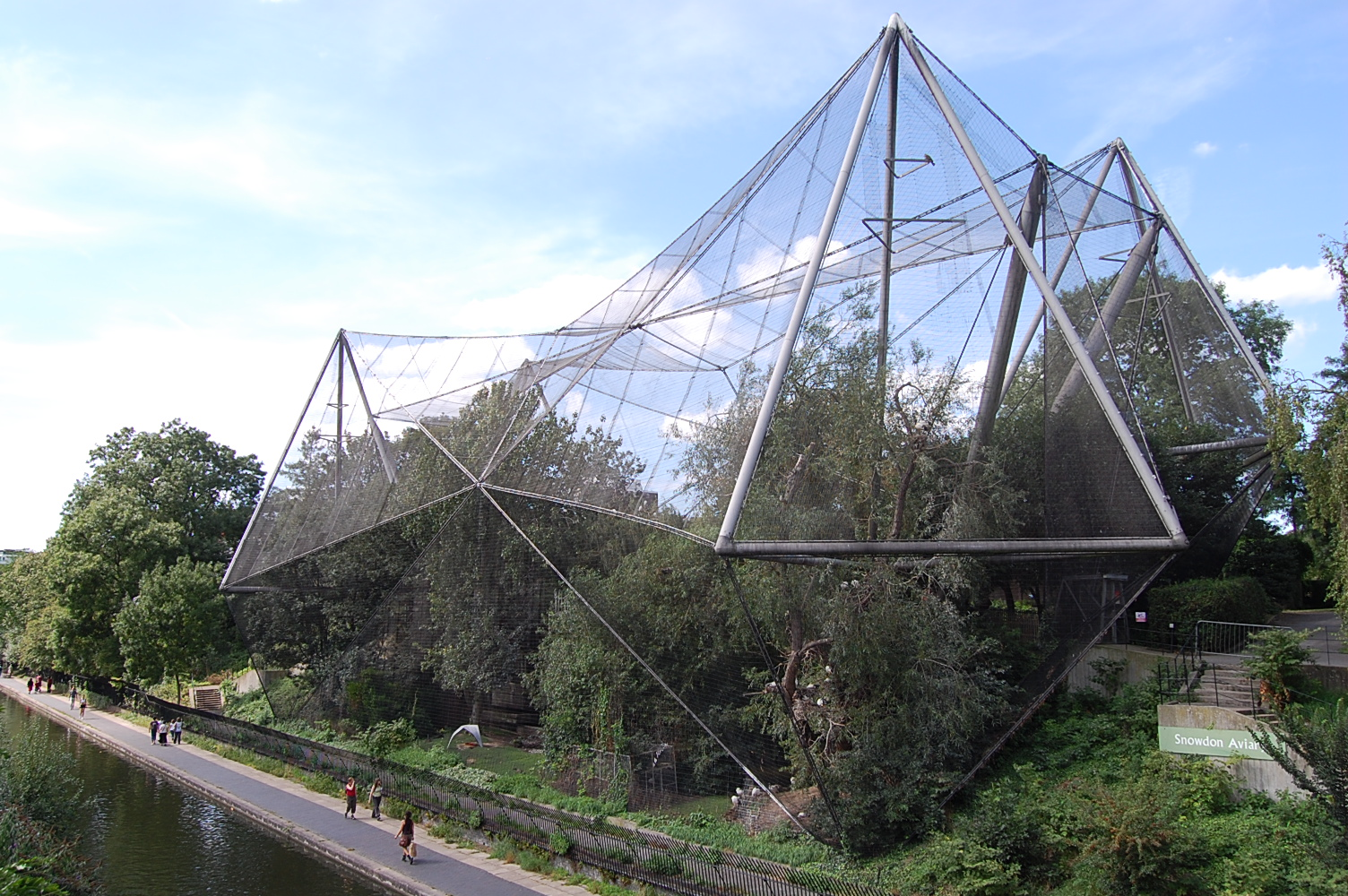
حديقة حيوان لندن

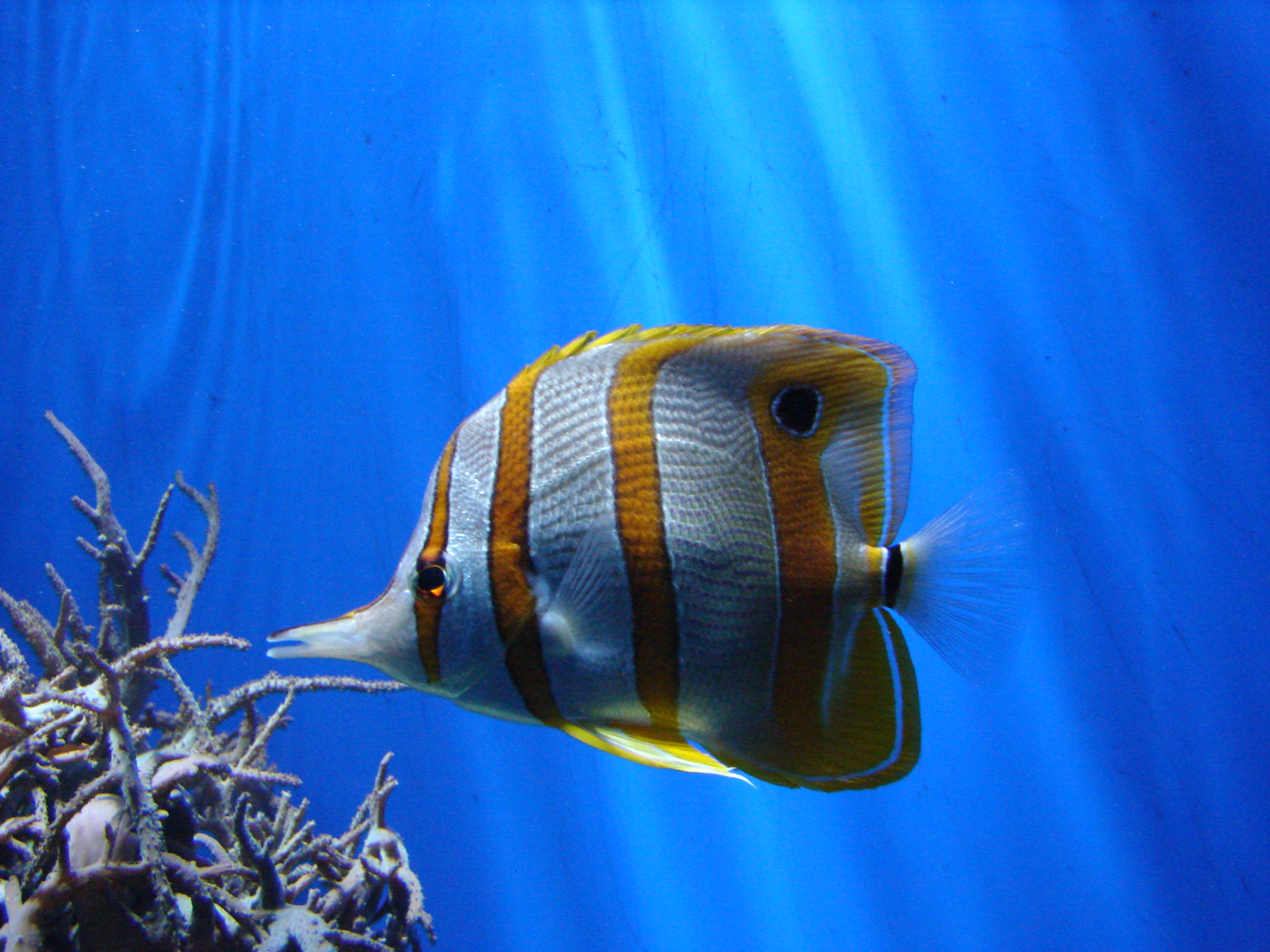
مشهد من حديقة حيوان لندن

حديقة حيوان لندن هي أقدم حديقة حيوان علمية في العالم. حيث افتتحت في مدينة لندن في 27 أبريل 1828. وكان الهدف الأصلي منها هو استخدامها للدراسات العلمية على الحيوانات. إلا ّ أنه تم افتتاحها للعامة في نهاية المطاف في 1847. وفضلا ً عن كونها أول حديقة حيوان علمية، فإن حديقة لندن شهدت افتتاح أول قسم للزواحف عام 1849 وأول أكواريوم للعامة عام 1853 وأول قسم للحشرات عام 1881 وأول حديقة حيوان للأطفال عام 1938.
اليوم تضم حديقة حيوانات لندن مجموعة من 755 نوعا ً من الحيوانات تضم أكثر من 15 ألف فرد من تلك الحيوانات. وهي بذلك أحد أكبر المجموعات في كامل المملكة المتحدة.
هذا وتدار الحديقة تحت رعاية جمعية علوم الحيوان في لندن Zoological Society of London والتي تأسست عام 1826.
تقع الحديقة عند الحافة الشمالية لحديقة رجنتس بارك. وهي لا تتلقى تمويلا ً حكوميا ً بل تعتمد في تمويلها على الدعم وعلى ما يتم جمعه من أصدقاء وأعضاء وزوار الحديقة.